# Постійні коханці
«Постійні коханці» (фр. Les amants réguliers) — французький кінофільм-драма режисера Філіппа  Гарреля, поставлений у 2005 з Луї Гаррелем у головній ролі.

## Сюжет
1968 і 1969 роки в Парижі: під час і після студентських і профспілкових бунтів. Франсуа, двадцятирічний поет, що ухиляється від військової служби. Він іде на барикади, проте не може кинути коктейль Молотова в жандармів. Курить опій і говорить про революцію з другом Антуаном, у якого є непогана спадщина і квартира, де Франсуа може жити. Франсуа знайомиться з Лілі, скульпторкою, яка працює в ливарній майстерні, щоб заробити на життя. Вони закохуються один в одного і цілий рік нічого не роблять; Франсуа продовжує писати, базікати, курити і зустрічатися з Лілі. У неї з'являється шанс себе реалізувати. Та це не може тривати вічно.

## В ролях
| Актор(ка)       |   | Роль               |
| --------------- | - | ------------------ |
| Луї Гаррель     | • | Франсуа Дервіє     |
| Клотильда Ем    | • | Лілі               |
| Жульєн Люка     | • | Антуан             |
| Ерік Рулліа     | • | Жан-Крістоф        |
| Ніколя Бріде    | • | Люк, кузен Антуана |
| Ребека Конвенан | • | Шарлін             |
| Моріс Гаррель   | • | дідусь Франсуа     |
| Ніколя Морі     | • | Гатір              |
| Марк Барбе      | • | Жан                |
| Бриджіт Сай     | • | мати Франсуа       |

## Нагороди та номінації
| Нагороди та номінації фільм «Постійні коханці» | Нагороди та номінації фільм «Постійні коханці»  | Нагороди та номінації фільм «Постійні коханці» | Нагороди та номінації фільм «Постійні коханці» | Нагороди та номінації фільм «Постійні коханці» | Нагороди та номінації фільм «Постійні коханці» |
| Рік                                            | Категорія                                       | Номінант                                       | Результат                                      |                                                |                                                |
| ---------------------------------------------- | ----------------------------------------------- | ---------------------------------------------- | ---------------------------------------------- | ---------------------------------------------- | ---------------------------------------------- |
| Венеційський кінофестиваль                     |                                                 |                                                |                                                |                                                |                                                |
| 2005                                           | Золотий лев                                     | Золотий лев                                    | Номінація                                      |                                                |                                                |
| 2005                                           | Приз за видатний технічний внесок Golden Osella | Вільям Любчанський                             | Перемога                                       |                                                |                                                |
| 2005                                           | Срібний лев                                     | Філіпп Гаррель                                 | Перемога                                       |                                                |                                                |
| Приз Луї Деллюка                               |                                                 |                                                |                                                |                                                |                                                |
| 1900                                           | Найкращий фільм                                 | Філіпп Гаррель                                 | Перемога                                       |                                                |                                                |
| Європейська кіноакадемія                       |                                                 |                                                |                                                |                                                |                                                |
| 2006                                           | Приз ФІПРЕССІ                                   | Філіпп Гаррель                                 | Перемога                                       |                                                |                                                |
| Премія «Люм'єр»                                |                                                 |                                                |                                                |                                                |                                                |
| 2006                                           | Найкращий режисер                               | Філіпп Гаррель                                 | Перемога                                       |                                                |                                                |
| Премія «Сезар»                                 |                                                 |                                                |                                                |                                                |                                                |
| 2006                                           | Найперспективніший актор                        | Луї Гаррель                                    | Перемога                                       |                                                |                                                |
| 2006                                           | Найкраща операторська робота                    | Вільям Любчанський                             | Номінація                                      |                                                |                                                |
| Золота зірка французького кіно (Étoile d'Or)   |                                                 |                                                |                                                |                                                |                                                |
| 1900                                           | Найкращий актор-дебютант                        | Луї Гаррель                                    | Перемога                                       |                                                |                                                |